# Bjartur
Bjartur ist ein isländischer Vorname.

## Herkunft und Bedeutung
Bjartur bedeutet „hell“ (vgl. engl. bright).

## Bekannte Namensträger
- Bjartur í sumarhúsum, fiktive Figur im Roman Sein eigener Herr des Literaturnobelpreisträgers Halldór Laxness
- Bjartur (Verlag), isländischer Verlag